# Die Tür mit den sieben Schlössern (Film)
Die Tür mit den sieben Schlössern ist ein deutsch-französischer Kriminalfilm (französischer Titel: La porte aux sept serrures) und der elfte deutschsprachige Edgar-Wallace-Film im Nachkriegsdeutschland. Die Verfilmung des gleichnamigen Romans von Edgar Wallace (Originaltitel: The Door with Seven Locks) wurde von der deutschen Rialto Film unter finanzieller Beteiligung der französischen Les Films Jacques Leitienne produziert. Der Film wurde vom 26. Februar bis 30. März 1962 in West-Berlin und Hamburg unter der Regie von Alfred Vohrer gedreht. Uraufführung war am 19. Juni 1962 im Europa Palast in Frankfurt am Main.

## Handlung
Scotland-Yard-Chef Sir John ist ratlos. Innerhalb kürzester Zeit werden zwei auf den ersten Blick nicht in Zusammenhang stehende Personen ermordet. Inspektor Dick Martin und sein Assistent Holmes nehmen die Ermittlungen auf und kommen erst weiter, als der Ganove Pheeny bei Martin auftaucht und ihm eine seltsame Geschichte von einer Tür mit sieben Schlössern erzählt, die er für einen unbekannten Auftraggeber hätte aufbrechen sollen. Als Pheeny kurz darauf umgebracht wird, bleibt Martin lediglich die Zeichnung eines Familienwappens, die Pheeny ihm hinterlassen hat.
Im Gewand eines in der Victoria Station getöteten Priesters wird ein Brief gefunden mit der Aufforderung, sich beim Advokaten Haveloc einzufinden. Haveloc ist der Testamentsvollstrecker des verstorbenen Lord Selford, der, wie sich später herausstellt, kurz vor seinem Tod an sieben seiner Bekannten je einen Schlüssel geschickt hat, mit dem sie am Tag der Volljährigkeit seines Sohnes in der Familiengruft der Selfords eine Tür mit sieben Schlössern öffnen sollen, hinter der sich das Erbe des jungen Lord Selford befinden soll.
Mit Hilfe der Bibliothekarin Sybil Lansdown findet Inspektor Martin heraus, dass die Zeichnung von Pheeny das Wappen der Familie Selford zeigt. Mit seinem Assistenten Holmes besucht Martin Schloss Selford und trifft dort an der Tür auf den polizeibekannten ehemaligen Gangster Tom Cawler und auf dem Anwesen den angeblichen Arzt Dr. Staletti, der ihm gleich etwas seltsam vorkommt.
Wieder zurück im Büro von Notar Haveloc trifft Inspektor Martin erneut auf die Bibliothekarin Sybil Lansdown, die sich als Nichte des verstorbenen Lord Selford erweist. Sie bittet Martin um Hilfe, da sie einen Brief von Lopez Silva, dem ehemaligen Gärtner ihres Onkels, erhalten hat, in dem Silva seine Ankunft in London ankündigt und Sybil vor einer drohenden Gefahr für ihr Leben warnt. Doch der Mann aus Lissabon wird bereits im Flugzeug ermordet. Man findet seine Leiche in der Maschine und eine zerrissene Kette um seinen Hals, der Schlüssel daran aber fehlt.
Bei der Vernehmung der Flugzeugpassagiere trifft Inspektor Martin auf einen gewissen Mr. Cody und dessen Ehefrau Emily. Cody verwickelt sich bei der Befragung in Widersprüche, wodurch das Misstrauen des Inspektors geweckt wird. Sein alter Bekannter Tom Cawler arbeitet im Hause der Codys als Butler. Später stellt sich heraus, dass er der Neffe von Emily Cody ist und dort nur zur Tarnung arbeitet.
Mit einem Trick lockt Emily Cody die Bibliothekarin Sybil von ihrem Arbeitsplatz in ein Taxi vor der Tür. In diesem wartet bereits Mr. Cody als Taxifahrer verkleidet und entführt Sybil in die Villa des Paares. Eingesperrt in einer Dachkammer des Cody-Anwesens soll Sybil eine Verzichtserklärung auf ihr gesamtes Hab und Gut sowie auf alles, was ihr als Miterbin von Lord Selford zufallen sollte, verfassen.
Bei einem Angriff des grobschlächtigen Riesen Giacco wehrt sich Mr. Cody mit einer Maschinenpistole und tötet dabei versehentlich seine Frau Emily, bevor er selbst von Giacco erwürgt wird. Sybil Lansdown wird von Tom Cawler aus der Dachkammer befreit, noch bevor Giacco dort eindringen kann.
Sybil und Tom gelangen in das benachbarte Schloss Selford, wo sie von dem wahnsinnigen Dr. Staletti in dessen geheimes Labor gebracht werden, das sich in der Gruft unter der Kapelle befindet. Tom Cawler soll das nächste menschliche Versuchsobjekt für die Experimente von Staletti werden.
Dazu kommt es aber nicht mehr, da die Polizei rechtzeitig eintrifft, um Staletti das Handwerk zu legen. Auch der eigentliche Drahtzieher der Morde, der Notar Haveloc, kann von Inspektor Martin überführt werden. Nachdem man Haveloc den siebten Schlüssel abgenommen hat, findet man auch die geheimnisvolle Tür mit den sieben Schlössern und kann diese schließlich öffnen. Dahinter findet man neben dem Erbe auch die Leiche des ermordeten jungen Sohnes von Lord Selford. Dessen Tod wurde die ganze Zeit über geheim gehalten und an seiner Stelle Tom Cawler auf Reisen durch die Welt geschickt, der sich als der junge Lord ausgeben sollte und der Zahlungsanweisungen für seinen angeblich ausschweifenden Lebensstil verlangte. So konnte Notar Haveloc die ganze Zeit über Auszahlungen aus dem Nachlass des alten Lord Selford an den vermeintlichen Sohn veranlassen.

## Produktion
- Das erste Drehbuch von Johannes Kai sah als Schauplätze unter anderem Mexiko-Stadt, Caracas, Rio de Janeiro, Santiago de Chile, Tokio, Hongkong, Bombay, Kapstadt und Madeira vor. Produzent Horst Wendlandt, der das Projekt bereits Ende 1961 realisieren wollte und dem das Drehbuch zu aufwendig erschien, produzierte zunächst den Film Das Rätsel der roten Orchidee. Noch vor dem Kinostart dieses Edgar-Wallace-Films begannen die Dreharbeiten zu Die Tür mit den sieben Schlössern, dessen Drehbuch inzwischen von Harald G. Petersson in eine wesentlich kostengünstigere Fassung umgearbeitet wurde.
- Zum ersten Mal beteiligte sich eine französische Firma an den Produktionskosten eines Wallace-Krimis der Rialto Film.
- Regie führte Alfred Vohrer, der für die Rialto Film bereits erfolgreich die Wallace-Verfilmung Die toten Augen von London und den Abenteuerfilm Unser Haus in Kamerun inszeniert hatte.
- Die Außenaufnahmen fanden in Berlin-Tempelhof und auf der Berliner Pfaueninsel statt. Die London-Aufnahmen stammten aus dem Archiv. Die Innenaufnahmen entstanden in den Ufa-Filmstudios in Berlin-Tempelhof. Die Bahnhofsszenen wurden in dem 1979 abgerissenen Bahnhof 'Hamburg-Altona' gedreht. Deutlich ist eine Lokomotive der DB-Baureihe V 65 zu sehen.
- Für die Rolle des Inspektors Dick Martin engagierte man Heinz Drache, der gerade erst durch den Straßenfeger Das Halstuch nach Francis Durbridge einem Millionenpublikum bekannt geworden war. Zwei Jahre zuvor hatte er bereits in dem von Kurt Ulrich produzierten Wallace-Film Der Rächer mitgewirkt.
- Neben einigen in der Wallace-Serie bereits etablierten Darstellern spielten erstmals Gisela Uhlen, Werner Peters und Hans Nielsen in einem Film der Reihe mit. Siegfried Schürenberg mimte erstmals den Scotland-Yard-Chef Sir John. In insgesamt dreizehn Filmen sollte er den energischen und leicht trotteligen Polizeichef spielen. Außerdem war er in vier weiteren Wallace-Verfilmungen in anderen Rollen zu sehen.
- Beim Endschnitt, also noch vor der Prüfung durch die FSK, entfernte man die ursprünglich vorgesehene Eröffnungssequenz des Films. Diese Szenen werden in Joachim Kramps Buch Hallo! Hier spricht Edgar Wallace (1998) wie folgt beschrieben: Der eben ertrinkende Peter Livingston (gespielt von Arthur Schilski) wird von einem Polizisten (gespielt von Hector Hecht) mit Hilfe einer Stange aus der Themse gezogen. Noch bevor er jedoch an Land kriechen kann, wird der Polizist von einem Unbekannten niedergeschlagen und Livingston mit einem Fußtritt zurück ins Wasser befördert. Während er sich an den glitschigen Stufen festzuhalten versucht, greifen zwei Hände nach ihm und zerreißen mit einem Ruck das Hemd am Hals. Eine Halskette mit Schlüssel wird sichtbar – mit allerletzter Kraft setzt sich der Ertrinkende zur Wehr und versinkt schließlich gurgelnd in den Fluten. Als Polizeisirenen ertönen, flieht der Unbekannte und das Geschehen geht weiter wie bekannt, an der Waterloo Station. In dem Trailer des Films sind Fragmente dieser Szenen zu sehen.
- Der Film wurde von der FSK ohne Schnittauflagen ab 16 Jahren freigegeben. 1991 folgte die Freigabe ab 12 Jahren. Dennoch wurde der Film vom Fernsehen später in einer stark gekürzten Fassung ausgestrahlt. Auch der im Original farbige Vorspann wurde lediglich in Schwarzweiß wiedergegeben. Inzwischen wurde der Film in der originalen Kinofassung auf DVD veröffentlicht.
- Trotz weitaus schlechterer Kritiken gelang Rialto Film nach dem Misserfolg von Das Rätsel der roten Orchidee wieder ein Kassenschlager. Die Tür mit den sieben Schlössern gehört zu den sechs Wallace-Filmen mit mehr als drei Millionen Kinobesuchern bei der Erstaufführung.

## Kritiken
„… wobei man diesmal dem antiquierten Stoff mit Humor beikommt, für den Arent […] wieder reichlich sorgt.“

„Wieder ein deutscher Kriminalfilm und wieder eine Niete. Das ist ein ärgerliches Gemisch von grober Gruseltaktik und ein paar heiteren Momenten, die aber keineswegs mit diesem Film versöhnen.“

„Die Greuel und Verbrechen, sie wirken nicht, sie nehmen sich albern aus. Das Publikum, enttäuscht, quittiert’s mit Zwischenrufen.“

„Der Wallace-Film ist anfangs beinahe launig, doch später bietet er nur noch widerwärtige Grusel. Wegen der klar erkennbaren Übertreibungen ab 18 zwar kaum gefährlich, jedoch niemandem zu empfehlen.“

„Die Jagd nach den Besitzern der sieben Schlüssel zur Pforte einer geheimen Schatz- und Gruselkammer ist von Edgar Wallace so spannend erfunden und von Alfred Vohrer so zünftig und trickreich ins Bild gesetzt, daß man die Wallace-Serien getrost noch eine Weile mit Vergnügen aushält. Gespielt wird das Ganze zudem ganz vorzüglich von Heinz Drache, Gisela Uhlen, Jan Hendriks, Hans Nielsen, Werner Peters, Pinkas Braun und v. a. Eddi Arent sorgt wie stets für den humoristischen Pfiff. Es bleibt weiterhin unmöglich, von Wallace nicht… na, Sie wissen schon!“

„Spannender Edgar Wallace-Krimi von Alfred Vohrer.“

„Standard-Unterhaltung, in ihren besten Momenten von unfreiwilliger Komik.“

„Sicherlich ist die Geschichte von den potentiellen Erben, die einander einer nach dem anderen meuchelmorden, nicht sonderlich originell. Genauso wenig zeigte man mit der altbewährten Besetzung Innovativität. Trotzdem ist das ganze natürlich unterhaltsam und zugegebenermaßen auch spannend, wenn auch mit einem gewissen Komik-Faktor, für den nicht nur Eddi Arent sorgt.“